# 盧思道
盧 思道（ろ しどう、531年? - 582年?）は、中国南北朝時代から隋の文学者。字は子行。本貫は范陽郡涿県。北朝末を代表する文学者の一人。

## 生涯
盧道亮（盧淵の次男）の子として生まれた。北朝の名族の家に生まれる。聡明で弁舌に優れたが、奔放気ままな性格だった。16歳の時、劉松なる人物の書いた文章が読めなかったことに発憤し、当時を代表する文学者の邢卲に師事した。さらに魏収から書を借りて学問に励み、数年の間に才能と学問が人々の評判になった。北斉の天保年間、『魏書』がまだ世に出ていないうちから、盧思道はこれを非難し、そのため鞭打ちの刑となった。その前後にも頻りに規律を犯したことから、官途に就くことができなかった。
尚書左僕射楊彦遵の推薦により、司空行参軍・員外散騎侍郎試補として初めて出仕し、中書省につとめた。559年、北斉の文宣帝が死去した際、魏収・陽休之・祖珽ら文人たちが挽歌を10首ずつ作り、その優れたものを採用させたことがあった。魏收らの作は1首か2首が採用されたのみだったのに対し、盧思道だけは8首も採用され、人々から「八米盧郎」と称された。中書省の機密を漏洩したことから丞相西閤祭酒に左遷され、太子舎人・司徒録事参軍を歴任した。後に官庫の金を流用したことで免官となり、家に蟄居した。数年後に京畿主簿となり、主客郎・給事黄門侍郎を歴任し、文林館待詔として薛道衡・李徳林らと親しく交際し、名声を等しくした。
577年、北周の武帝が北斉を滅ぼすと、儀同三司を授けられ、長安におもむいた。陽休之らと「聴蝉鳴篇」を作ったところ、盧思道の作は庾信によって大いに評価された。578年、母親の病気を理由に故郷に帰ったが、同郡の祖英伯と従兄の盧昌期が北斉の范陽王高紹義を擁立して反乱を起こすと、盧思道は彼らに荷担した。柱国の宇文神挙によって反乱は平定され、捕らえられた盧思道は処刑されるところであったが、宇文神挙はかねてから盧思道の名声を聞いており、試しに書かせた戦勝報告文のできばえに感心し、盧思道の罪を許した。
随国公楊堅（後の隋の文帝）が丞相となると、盧思道は武陽郡太守に任じられたが志を得ず、「孤鴻賦」を作って自分の心境を詠った。581年、隋が建国されると、母親の老齢を理由に致仕を願い出て許された。1年あまりで召し出され、南朝陳の使者の接待を命じられた。まもなく散騎侍郎になり、内史侍郎の事を奏上した。この年、都で死去した。享年52。
盧思道は学問に優れていたが、品行が悪く、自らの才能と家柄をたのんで人を侮辱することが多く、このため官途は滞りがちであった。陸法言の『切韻』序によると、盧思道は開皇の始め、顔之推・薛道衡らとともに陸法言の家に集まって音韻の討論を行い、これが後に『切韻』にまとめられたとある。

## 伝記資料
- 『隋書』巻57
- 『北史』巻30
- 興膳宏編『六朝詩人伝』（大修館書店、2000年）